# フランス領チュニジア統監

アフリカのフランス植民地（水色）におけるフランス領チュニジア（濃紺）（1913年）

フランス領チュニジア統監（フランスりょうチュニジアとうかん）、またはチュニジア駐在統監（フランス語：Résident général de France au Tunisie）の一覧である。
1881年、フランス第三共和政によりチュニジア侵攻が開始された。侵攻は4月28日から10月28日まで続き、その間の5月12日にバルドー条約が締結された。この条約によりチュニジア君侯国が、フランスの保護領になり、1956年にチュニジア王国として独立するまで続いた。

## 歴代統監
| 代           | 名前                                               | 就任日         | 退任日         | 備考                   |
| ------------ | -------------------------------------------------- | -------------- | -------------- | ---------------------- |
| '弁理公使'   |                                                    |                |                |                        |
| 1            | ジュスタン・テオドル・ドミニク・ルスタン           | 1881年5月13日  | 1882年2月28日  |                        |
| 2            | ピエール・ポール・カンボン                         | 1882年2月28日  | 1885年6月23日  |                        |
| '統監'       |                                                    |                |                |                        |
| 1            | ピエール・ポール・カンボン                         | 1885年6月23日  | 1886年10月28日 |                        |
| 2            | ジュスタン・テオフィル・アタナーズ・マッシーコー   | 1886年11月23日 | 1892年11月5日  |                        |
| 3            | シャルル・ルーヴィエ                               | 1892年11月15日 | 1894年9月27日  |                        |
| 4            | ルネ・フィリップ・ミレー                           | 1894年11月14日 | 1900年11月15日 |                        |
| 5            | ジョルジュ・シャルル・アルバン・ブノワ             | 1900年11月15日 | 1901年11月27日 |                        |
| 6            | ステファン・ジャン・マリー・ピション               | 1901年11月27日 | 1906年12月29日 |                        |
| 7            | ガブリエル・アラプティト                           | 1906年12月29日 | 1918年10月26日 |                        |
| 8            | エティエンヌ・ジャン＝マリー・フランダン           | 1918年10月26日 | 1921年1月1日   |                        |
| 9            | リュシアン・シャルル・グザヴィエ・サン             | 1921年1月1日   | 1929年1月2日   |                        |
| 10           | フランソワ・マンスロン                             | 1929年2月18日  | 1933年7月29日  |                        |
| 11           | ベルナール・マルセル・ペイルートン                 | 1933年7月29日  | 1936年3月21日  | 着任1回目              |
| 12           | アルマン・ギヨン                                   | 1936年4月17日  | 1938年10月18日 |                        |
| 13           | エリック・ラボンヌ                                 | 1938年11月22日 | 1940年6月3日   |                        |
| 14           | ベルナール・マルセル・ペイルートン                 | 1940年6月3日   | 1940年7月18日  | 着任2回目              |
| 15           | ジャン＝ピエール・エステバ                         | 1940年7月26日  | 1943年5月10日  | ヴィシー政権により任命 |
| 16           | シャルル・エマニュエル・マスト                     | 1943年5月10日  | 1947年2月2日   | 自由フランスにより任命 |
| 17           | ジャン・モンス                                     | 1947年2月22日  | 1950年6月13日  |                        |
| 18           | ルイ・ペリリエ                                     | 1950年6月13日  | 1952年1月13日  |                        |
| 19           | ジャン・マリー・フランソワ・ド・オートクローク     | 1952年1月13日  | 1953年9月2日   |                        |
| 20           | ピエール・ボアザール                               | 1953年9月2日   | 1954年11月5日  |                        |
| 21           | ピエール・ボワイエ・ド・ラトゥール・ドゥ・ムーラン | 1954年11月5日  | 1955年8月31日  |                        |
| '高等弁務官' |                                                    |                |                |                        |
| 1            | ロジェ・セドゥ                                     | 1955年9月13日  | 1956年3月20日  |                        |